# Anastasia Kōstakī
Anastasia Kōstakī (in greco Αναστασία Κωστάκη?; Atene, 26 marzo 1978) è un'ex cestista greca.
Alta 172 cm per 65 kg, giocava come guardia.

## Carriera
Con la Grecia ha disputato i Giochi olimpici di Atene 2004 e tre edizioni dei Campionati europei (2001, 2003, 2007).